# VII Армейские международные игры
VII Армейские международные игры «АрМИ-2021» проходили с 22 августа по 4 сентября 2021 года. Министерство обороны России пригласило к участию в играх 2021 года 96 стран.
По состоянию на 1 июня 2021 года в «АрМИ-2021» изъявили желание принять участие 277 команд из более чем 40 стран. Четыре страны: Буркина-Фасо, Индонезия, Перу и Саудовская Аравия принимали участие в играх впервые.
В 2021 году совместно с Российской Федерацией «АрМИ-2021» проводили 11 стран.
На их территории проходил 21 конкурс. Россия принимала 16 конкурсов. Белоруссия, Китай и Иран провели на своей территории по три конкурса. По два конкурса прошли на территории Вьетнама, Казахстана, Узбекистана и Монголии. Алжир, Армения, Сербия и Катар провели по одному конкурсу. Впервые на своей территории принимали конкурсы «АрМИ-2021» Алжир, Вьетнам, Сербия и Катар

## Участники

Страны-участницы игр 2021 года

### Вооружённые силы, ранее участвовавшие на АрМИ
- Абхазия
- Алжир
- Азербайджан
- Армения
- Афганистан
- Белоруссия
- Венесуэла
- Вьетнам
- Египет
- Израиль
- Индия
- Иран
- Казахстан
- Катар
- Киргизия
- Китай
- Республика Конго
- Лаос
- Мали
- Мьянма
- Россия
- Сербия
- Сирия
- Таджикистан
- Узбекистан
- Южная Осетия

### Дебют
- Буркина-Фасо
- Индонезия
- Перу
- Саудовская Аравия

### Возвращение
- Зимбабве
- Кувейт
- Монголия
- Сирия

### Наблюдатели
Примечание. Полужирным обозначены организаторы конкурса.

## Конкурсы
Число конкурсов по сравнению с VI Армейскими международными играми «АрМИ-2020» увеличилось на 4 и составило 34-е конкурса. Ниже приведён полный список:
| Конкурс                           | Описание конкурса                                                          | Дата проведения              | Место проведения конкурса                                                 | Количество стран | Участники конкурса | Призёры |
| --------------------------------- | -------------------------------------------------------------------------- | ---------------------------- | ------------------------------------------------------------------------- | ---------------- | --- | --- |
| Танковый биатлон                  | Соревнование среди танковых экипажей                                       | 22 августа - 4 сентября 2021 | Московская область, полигон «Алабино»                                     | 19               | Абхазия · Азербайджан · Беларусь · Венесуэла · Вьетнам · Казахстан · Катар · Кыргызстан · Китай · Лаос · Мали · Монголия · Мьянма · Россия · Сербия · Сирия · Таджикистан · Узбекистан · Южная Осетия | Первый дивизион: Россия · Китай · Казахстан · Второй дивизион: · Кыргызстан · Таджикистан · Мьянма                      |
| Суворовский натиск                | Соревнование экипажей боевых машин пехоты                                  | 22 августа - 4 сентября 2021 | Китай, Синьцзян-Уйгурский автономный район, полигон «Корла»               | 6                | Беларусь · Венесуэла · Зимбабве · Иран · Китай · Россия · | Китай · Россия · Беларусь                                                                                               |
| Снайперский рубеж                 | Соревнование снайперов                                                     | 22 августа - 4 сентября 2021 | Белоруссия Вьетнам                                                        | 18               | Бангладеш · Беларусь · Венесуэла · Вьетнам · Зимбабве · Индия · Иран · Катар · Китай · Лаос · Малайзия · Мьянма · Пакистан · Россия · Сербия · Таджикистан · Узбекистан · Шри-Ланка                   | Дивизион «СВД»: Вьетнам · Узбекистан · Россия · Дивизион «Профессионал»: · Беларусь · Россия · Китай                    |
| Авиадартс                         | Соревнование летных экипажей                                               | 22 августа - 4 сентября 2021 | Рязанская область, полигон «Дубровичи»                                    | 3                | Белоруссия Китай Россия | Россия · Китай · Беларусь                                                                                               |
| Десантный взвод                   | Соревнование десантных взводов                                             | 22 августа - 4 сентября 2021 | Рязанская область, полигон «Дубровичи»                                    | 19               | Абхазия · Алжир · Беларусь · Бразилия · Венесуэла · Казахстан · Катар · Кыргызстан · Китай · Конго · Мали · Мьянма · Намибия · Пакистан · Россия · Судан · Таджикистан · Узбекистан · Южная Осетия    | Команды на боевых машинах: Россия · Казахстан · Китай · Команды без боевых машин: · Кыргызстан · Таджикистан · Бразилия |
| Морской десант                    | Соревнование подразделений морской пехоты                                  | 22 августа - 4 сентября 2021 | Россия, Владивосток                                                       | 6                | Абхазия · Венесуэла · Иран · Китай · Россия · Южная Осетия | Россия · Китай · Иран                                                                                                   |
| Кубок моря                        | Соревнование экипажей надводных кораблей                                   | 22 августа - 4 сентября 2021 | Иран, порт Бандар-э-Анзали Россия, Владивосток, база Тихоокеанского флота | 7                | Азербайджан · Вьетнам · Иран · Казахстан · Китай · Мьянма · Россия | Каспийский дивизион: Иран · Россия · Казахстан · Дивизион Азиатско-Тихоокеанского региона: · Россия · Вьетнам · Китай   |
| Глубина                           | Соревнование водолазов                                                     | 22 августа - 4 сентября 2021 | Иран                                                                      | 6                | Венесуэла · Индия · Иран · Китай · Россия · Сирия | Россия · Иран · Китай                                                                                                   |
| Мастера артиллерийского огня      | Соревнование минометных расчетов                                           | 22 августа - 4 сентября 2021 | Казахстан, полигон Отар                                                   | 11               | Азербайджан · Беларусь · Вьетнам · Зимбабве · Иран · Казахстан · Кыргызстан · Россия · Сирия · Таджикистан · Узбекистан                                                                               | |
| Мастер-оружейник                  | Соревнование ремонтных взводов вооружения                                  | 22 августа - 4 сентября 2021 | Иран                                                                      | 4                | Вьетнам · Иран · Россия · Узбекистан | Иран · Узбекистан · Россия                                                                                              |
| Чистое небо                       | Соревнование подразделений ПВО                                             | 22 августа - 4 сентября 2021 | Китай, Синьцзян-Уйгурский автономный район, полигон «Корла»               | 7                | Беларусь · Венесуэла · Египет · Китай · Россия · Узбекистан | Китай · Россия · Узбекистан                                                                                             |
| Уверенный прием                   | Соревнование подразделений связи                                           | 22 августа - 4 сентября 2021 | Белоруссия, Минск                                                         | 9                | Беларусь · Вьетнам · Китай · Кыргызстан · Лаос · Мали · Россия · Таджикистан · Узбекистан | Мужские команды: Китай · Россия · Беларусь · Женские команды: · Китай · Беларусь                                        |
| Отличники войсковой разведки      | Соревнование групп войсковой разведки                                      | 22 августа - 4 сентября 2021 | Новосибирск                                                               | 6                | Беларусь · Индия · Китай · Россия · Узбекистан · Южная Осетия | Россия · Китай · Узбекистан · Беларусь                                                                                  |
| Открытая вода                     | Соревнования понтонно-переправочных подразделений                          | 22 августа - 4 сентября 2021 | Владимирская область полигон «Вантовый»                                   | 2                | Беларусь · Россия | Россия · Беларусь |
| Безопасный маршрут                | Соревнование инженерно-саперных подразделений                              | 22 августа - 4 сентября 2021 | Тюменская область полигон «Андреевский»                                   | 9                | Афганистан · Беларусь · Венесуэла · Вьетнам · Египет · Индия · Лаос · Россия · Таджикистан · | Россия · Узбекистан · Вьетнам                                                                                           |
| Инженерная формула                | Соревнование экипажей машин инженерного вооружения                         | 22 августа - 4 сентября 2021 | Тюменская область полигон «Андреевский»                                   | 4                | Беларусь · Египет · Россия · Таджикистан · | Россия · Узбекистан · Беларусь                                                                                          |
| Безопасная среда                  | Соревнование экипажей радиационной, химической и биологической разведки    | 22 августа - 4 сентября 2021 | Китай, Синьцзян-Уйгурский автономный район, полигон «Корла»               | 5                | Беларусь · Вьетнам · Китай · Россия · Узбекистан | Китай · Узбекистан · Россия                                                                                             |
| Мастера автобронетанковой техники | Соревнование специалистов автотехнического и танкотехнического обеспечения | 22 августа - 4 сентября 2021 | Воронежская область, Острогожск                                           | 5                | Беларусь · Египет · Китай · Россия · Узбекистан | Россия · Беларусь · Узбекистан                                                                                          |
| Эльбрусское кольцо                | Соревнование горных подразделений                                          | 22 августа - 4 сентября 2021 | Кабардино-Балкария, Терскол                                               | 9                | Абхазия · Армения · Беларусь · Китай · Индия · Пакистан · Россия · Узбекистан · Южная Осетия | Россия · Узбекистан · Казахстан                                                                                         |
| Верный друг                       | Соревнование специалистов служебного собаководства                         | 22 августа - 4 сентября 2021 | Алжир, Алжир                                                              | 5                | Алжир · Беларусь · Вьетнам · Россия · Узбекистан | Мужские команды: Узбекистан · Россия · Беларусь · Женские команды: · Узбекистан · Россия · Алжир                        |
| Военно-медицинская эстафета       | Соревнование медицинского персонала                                        | 22 августа - 4 сентября 2021 | Узбекистан                                                                |                  | | |
| Полевая кухня                     | Соревнование специалистов продовольственной службы                         | 22 августа - 4 сентября 2021 | Узбекистан, полигон "Фориш"                                               | 5                | Беларусь · Вьетнам · Россия · Таджикистан · Узбекистан | Узбекистан · Россия · Беларусь · Вьетнам                                                                                |
| Страж порядка                     | Соревнование военнослужащих военной полиции                                | 22 августа - 4 сентября 2021 | Сербия                                                                    | 6                | Иран · Казахстан · Катар · Кипр · Россия · Сербия | Сербия · Россия · Казахстан                                                                                             |
| Военное ралли                     | Соревнование экипажей на автомобильной военной технике                     | 22 августа - 4 сентября 2021 | Россия Монголия                                                           | 7                | Беларусь · Израиль · Китай · Монголия · Россия · Сербия · Узбекистан · | Россия · Китай · Сербия                                                                                                 |
| Воин мира                         | Соревнование военно-профессионального мастерства военнослужащих            | 22 августа - 4 сентября 2021 | Армения                                                                   | 5                | Армения · Беларусь · Греция · Казахстан · Россия | Армения · Россия · Казахстан · Беларусь                                                                                 |
| Соколиная охота                   | Соревнование экипажей БПЛА                                                 | 22 августа - 4 сентября 2021 | Казахстан                                                                 | 4                | Беларусь · Иран · Казахстан · Россия | Казахстан · Беларусь · Россия                                                                                           |
| Дорожный патруль                  | Соревнование инспекторов военной автомобильной инспекции                   | 22 августа - 4 сентября 2021 | Катар                                                                     | 5                | Беларусь · Иран · Катар · Россия · Узбекистан | Россия · Беларусь · Узбекистан                                                                                          |
| Аварийный район                   | Состязания аварийно-спасательных формирований                              | 22 августа - 4 сентября 2021 | Вьетнам, провинция Ханой, полигон Мьеу Мон                                | 5                | Беларусь · Вьетнам · Лаос · Мали · Россия | |
| Конный марафон                    | Соревнование конных подразделений                                          | 22 августа - 4 сентября 2021 | Монголия                                                                  | 4                | Казахстан · Монголия · Россия · Узбекистан | Россия · Монголия · Узбекистан · Казахстан                                                                              |
| Полярная звезда                   | Соревнования подразделений специального назначения                         | 22 августа - 4 сентября 2021 | Белоруссия                                                                | 9                | Беларусь · Венесуэла · Индия · Иран · Китай · Марокко · Пакистан · Россия · Узбекистан | Беларусь · Россия · Узбекистан · Китай                                                                                  |
| Саянский марш                     | Соревнование военнослужащих горных подразделений в зимних условиях         | 15-16 апреля 2021            | Красноярский край, центр горной подготовки «Ергаки»                       | 7                | Абхазия · Кыргызстан · Китай · Россия · Таджикистан · Узбекистан · Южная Осетия | Россия · Китай · Узбекистан                                                                                             |
| Армия культуры                    |                                                                            | 22 августа - 4 сентября 2021 |                                                                           |                  | | |
| Меридиан                          | Соревнование специалистов топографической службы                           | 22 августа - 4 сентября 2021 | Московская область, полигон «Алабино»                                     | 6                | Беларусь · Вьетнам · Иран · Китай · Лаос · Россия | Россия · Беларусь · Китай · Вьетнам                                                                                     |
| Тактический стрелок               | Комплекс военно-спортивных стрелковых состязаний                           | 22 августа - 4 сентября 2021 | Рязанская область, полигон «Сельцы»                                       | 17               | Абхазия · Армения · Беларусь · Венесуэла · Вьетнам · Иран · Казахстан · Камбоджа · Китай · Республика Конго · Мали · Намибия · Россия · Таджикистан · Узбекистан · Шри-Ланка · Южная Осетия           | Россия · Китай · Казахстан                                                                                              |

## Медальный зачет и рейтинг команд
| Общее количество медалей | Общее количество медалей | Общее количество медалей | Общее количество медалей | Общее количество медалей | Общее количество медалей | Общее количество медалей |
| Место                    | Страна                   | Количество конкурсов     | Золото                   | Серебро                  | Бронза                   | Всего                    |
| ------------------------ | ------------------------ | ------------------------ | ------------------------ | ------------------------ | ------------------------ | ------------------------ |
| 1                        | Россия                   | 1                        | 1                        | 0                        | 0                        | 1                        |
| 2                        | Китай                    | 1                        | 0                        | 1                        | 0                        | 1                        |
| 3                        | Узбекистан               | 1                        | 0                        | 0                        | 1                        | 1                        |